# Lepidotrigla marisinensis
Lepidotrigla marisinensis är en fiskart som först beskrevs av Fowler, 1938.  Lepidotrigla marisinensis ingår i släktet Lepidotrigla och familjen knotfiskar. Inga underarter finns listade i Catalogue of Life.